# S. Poniman
S. Poniman (Banda Aceh, 7 maggio 1910 – Giacarta, 1º gennaio 1978) è stato un cantante e attore indonesiano.
Nato a Banda Aceh nel 1910, iniziò a cantare e si trasferì in cerca di fortuna a Batavia (ora Giacarta). Nel 1940 esordì come direttore musicale e attore nel film Kedok Ketawa, completando altre tre produzioni prima che l'occupazione giapponese portasse un arresto della produzione cinematografica locale. Trascorse quindi del tempo come soldato e camionista prima di tornare nell'industria nel 1951, a seguito dell'indipendenza dell'Indonesia, come stella di Dunia Gila. Tra il 1951 e il 1958 apparve in più di venti film prima di ritirarsi a causa di ristrettezze finanziarie e diventare un commerciante. Anche se infatti continuò a recitare in molti altri lungometraggi prima della sua morte, non riuscì mai più a riguadagnare la sua celebrità.

## Filmografia
Durante i suoi oltre trent'anni di carriera, Poniman è apparso in quasi quaranta film.
- Kedok Ketawa (1940)
- Zoebaida (1940)
- Pantjawarna (1941)
- Air Mata Iboe (1941)
- Dunia Gila (1951)
- Pahlawan (1951)
- Rumah Hantu (1951)
- Apa Salahku (1952)
- Pahit-Pahit Manis (1952)
- KM - 49 (1952)
- Siapa Dia (1952)
- Solo Di Waktu Malam (1952)
- Guga Guli (1953)
- Putri Solo (1953)
- Kisah Tudjuh Bidadari (1953)
- Lenggang Djakarta (1953)
- Musafir Kelana (1953)
- Djakarta Diwaktu Malam (1954)
- Djandjiku Djandjimu (1954)
- Konde Tjioda (1954)
- Mertua Sinting (1954)
- Sebatang Kara (1954)
- Sedarah Sedaging (1954)
- Kebon Binatang (1955)
- Malam Minggu (1955)
- Masuk Kampung Keluar Kampung (1955)
- Setulus Hatiku (1955)
- Radja Karet dari Singapura (1956)
- Salah Pilih (1956)
- Teladan (1957)
- Momon (1959)
- Aku Hanja Bajangan (1963)
- Generasi Baru (1963)
- Lembah Hidjau (1963)
- Sisa-sisa Laskar Pajang (1972)
- Aku Mau Hidup (1974)
- Putri Solo (1974)
- Rahasia Perawan (1975)
- Bunga Roos dari Cikembang (1975)